# Aérodrome de Torraccia
L'  aérodrome de Torraccia (code OACI : LI30) est un aérodrome de Saint-Marin. Il est détenu par l'aeroClub Saint-Marin (ACS). C'est la seule piste de la petite République.

## Situation
L'aérodrome est situé à 200 m de la frontière italienne.

## Infrastructure

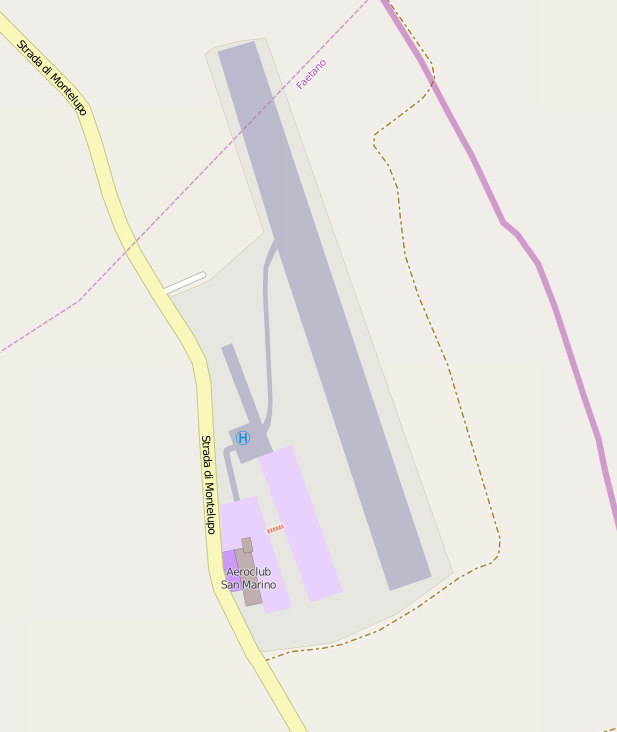

L'aérodrome est doté d'une seule piste enherbée orientée 16/34 de 690 m. Un hélipad est situé à proximité de la piste.